# إدوارد تورنر بينيت
 
إدوارد تورنر بينيت (6 يناير 1797 - 21 أغسطس 1836) عالم حيوان وكاتب إنجليزي. كان الأخ الأكبر لعالم النبات جون جوزيف بينيت. وُلِد بينيت في هاكني وعمل كجراح، لكن سعيه الرئيسي كان دائمًا علم الحيوان. في عام 1822 حاول إنشاء مجتمع علم الحشرات، والذي أصبح فيما بعد مجتمعًا لعلم الحيوان مرتبطًا بجمعية لينيان. أصبح هذا بدوره نقطة البداية لجمعية علم الحيوان في لندن والتي كان بينيت سكرتيرًا لها من عام 1831 إلى عام 1836.

## وصلات خارجية
- مؤلفات Edward T. Bennett في مشروع غوتنبرغ
- Works by or about Edward Turner Bennett at Internet Archive
- Bennett, Edward Turner (1830–31) The gardens and menagerie of the Zoological Society..., two volumes